# Ranunculus harveyi
Ranunculus harveyi là một loài thực vật có hoa trong họ Mao lương. Loài này được (A. Gray) Britton miêu tả khoa học đầu tiên năm 1894.